# Сюрем
Сюрем (луговомар. Сӱрем, также Шӱрем; у восточных марийцев Кӱсӧ) — марийский национальный праздник летнего жертвоприношения.

## Распространение
Праздник распространён у луговых и восточных марийцев. В настоящее время отмечается луговыми марийцами Моркинского и Волжского районов Марий Эл и восточными марийцами.

## Сроки и время проведения
Сӱрем—Кӱсӧ проводится ежегодно, у некоторых групп марийцев через каждые три года в начале июля на третьей неделе после дня летнего солнцестояния (22 июня) около христианского праздника Петров день (12 июля), в некоторых местах — в сам Петров день. Праздник в прошлом длился целую неделю. День для начала праздника назначается картами на своём собрании.

## Значение праздника
Сюрем имеет важное религиозное значение для марийцев, является одним из главных и строгих праздников летнего календарного цикла, сопровождается крупным молением с жертвоприношением. Во время праздника прежде проводилось обрядовое снятие табу, наложенного в связи с цветением хлебов, с периодом покоя и отдыха Мланде-Ава (Матери Земли). Принося жертвоприношения богам, марийцы надеялись задобрить их и заручиться их поддержкой в хозяйственной и семейной жизни.

## Обряды
Праздник Сюрем состоял из сложных ритуальных церемоний. Праздничная обрядность включала общинное моление (Мер-Кумалтыш) с жертвоприношением в священной роще Сӱремото, Кӱсото (Кӱсӧ Олмо у восточных марийцев), групповое и окружное моление (Тиште-Кумалтыш). Перед коллективным молением или после него устраивался обряд изгнания нечистых сил Сӱрем мужо. Парни верхом на лошадях с шумом и криком скакали вокруг священной рощи, по полю и по деревне, хлестали кнутами строения домов, заборы, трубили в трубу Сӱрем пуч, которую затем ломали, кидали в условленное место или оставляли в лесу на ветке. Участников обряда изгнания злых сил угощали топлёными сливками (шӧрвал). В период праздника строго соблюдались запреты: нельзя было курить, употреблять алкогольные напитки, сквернословить, устраивать разного рода шумы. В течение всех дней моления совершались очищения купанием в реке или в бане. Праздник завершался традиционным гуляньем, сопровождавшимся танцами, пением, играми. Как и в другие праздники, хозяева встречали гостей, угощали их обрядовой едой, пивом.